# Ommata bifasciata
Ommata bifasciata là một loài bọ cánh cứng trong họ Cerambycidae.